# Banyen Rakkaen
Banyen Rakkaen (บานเย็น รากแก่น) (Ubon Ratchathani, 14 ottobre 1952) è una cantante thailandese.

## Biografia
Nata in una famiglia di modeste origini, fin da piccola dimostrò di possedere una bella voce. Studiò canto e danza e si dedicò poi alla carriera artistica ottenendo un duraturo successo.

## Discografia parziale
- 1999: ลำเพลินแดนอีสาน (CD, Album) (1999)
- 2001: ลำเพลินกล่อมโลก (CD, Album) (2001)
- 2010: Ruam Pleng Dunk 16 Pleng Hit (CD, Comp) (2010)
- 2018: บานเย็น รากแก่น = Banyen Rakkaen* -  ลำเพลินระดับโลก - Lam Phloen World-class: The Essential Banyen Rakkaen  (LP, Comp, RM) (CD, Comp)